# Soleuvre
Soleuvre (Luxemburgs: Zolwer) is een plaats in de gemeente Sanem en het kanton Esch-sur-Alzette in Luxemburg.
Soleuvre telt 4804 inwoners (2001), en is daarmee de grootste plaats in Luxemburg die niet de grootste plaats van de gemeente is, en de veertiende van het hele land.
Soleuvre ligt rondom twee heuvels die duidelijk opvallen in het landschap: de Lëtschet en de Zolwerknapp. Deze laatste is met 422 m het hoogste punt in het Gutland.
Belvaux · Ehlerange · Sanem · Soleuvre

Luxemburgse gemeenten · Kanton Esch-sur-Alzette · Luxemburg